# Comuna Šentjur
Šentjur (Občina Šentjur) este o comună din Slovenia, cu o populație de 18.470 de locuitori (2002).

## Localități
Bezovje pri Šentjurju, Bobovo pri Ponikvi, Boletina, Botričnica, Brdo, Brezje ob Slomu, Bukovje pri Slivnici, Cerovec,  Črnolica, Dobje pri Lesičnem, Dobovec pri Ponikvi, Dobrina, Dole, Dolga Gora, Doropolje, Dramlje, Drobinsko, Golobinjek pri Planini, Gorica pri Slivnici, Goričica, Grobelno, Grušce, Hotunje, Hrastje, Hruševec, Hrušovje, Jakob pri Šentjurju, Jarmovec, Javorje, Jazbin Vrh, Jazbine, Jelce, Kalobje, Kameno, Kostrivnica, Košnica, Krajnčica, Krivica, Laze pri Dramljah, Loka pri Žusmu, Lokarje, Loke pri Planini, Lopaca, Lutrje, Marija Dobje, Okrog, Osredek, Ostrožno pri Ponikvi, Paridol, Planina pri Sevnici, Planinca, Planinska vas, Planinski Vrh, Pletovarje, Podgaj, Podgrad, Podlešje, Podlog pod Bohorjem, Podpeč nad Marofom, Podpeč pri Šentvidu, Podvine, Ponikva, Ponkvica, Prapretno, Primož pri Šentjurju, Proseniško, Rakitovec, Razbor, Repno, Rifnik, Sele, Slatina pri Ponikvi, Slivnica pri Celju, Sotensko pod Kalobjem, Spodnje Slemene, Srževica, Stopče, Straška Gorca, Straža na Gori, Svetelka, Šedina, Šentjur, Šentvid pri Planini, Šibenik, Tajhte, Tratna ob Voglajni, Tratna pri Grobelnem, Trno, Trnovec pri Dramljah, Trška Gorca, Turno, Uniše, Vejice, Vezovje, Visoče, Vodice pri Kalobju, Vodice pri Slivnici, Vodruž, Voduce, Vodule, Voglajna, Vrbno, Zagaj pri Ponikvi, Zalog pod Uršulo, Zgornje Selce, Zgornje Slemene, Zlateče pri Šentjurju, Žegar